# Биологический детерминизм

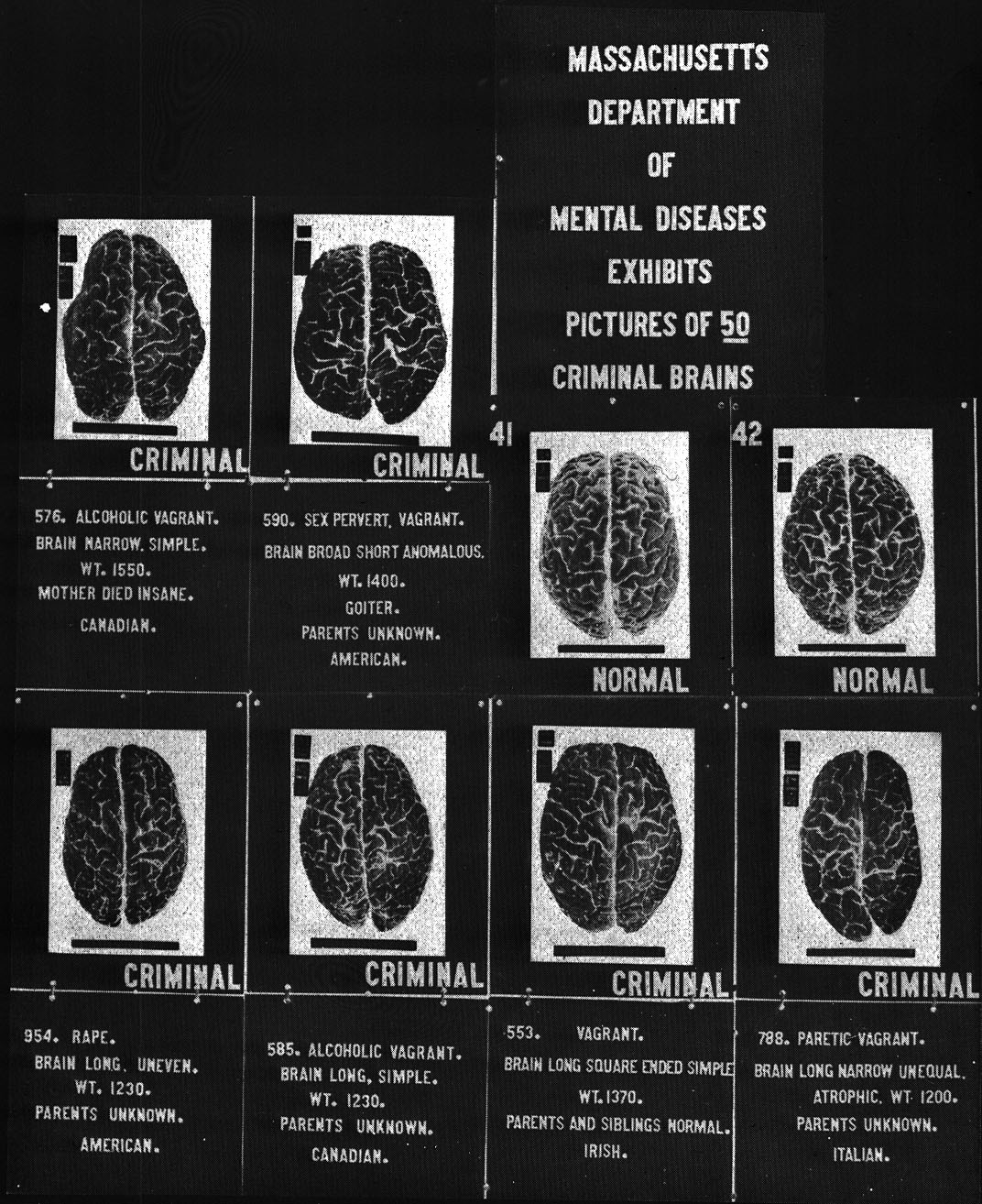
Мозг преступников, университетская библиотека штата Пенсильвания, 1920-е годы

Биологи́ческий детермини́зм, биологиза́торство — представление о том, что жизнь человека и общества в целом полностью определяется биологическими факторами.
На поведение людей влияют как биологические (генотип, рефлексы, физиологические потребности: голод, жажда, половое влечение, сонливость и др.), так и социальные факторы (воспитание, социальное окружение, культура). Сторонники биологического детерминизма абсолютизируют значение биологических факторов в ущерб социальным (редукционизм).
В XIX веке примерами биологического детерминизма были дискредитировавшие себя «научный» расизм (расовая теория), социал-дарвинизм, евгеника. В настоящее время определённой популярностью пользуется так называемая социобиология, создатель которой Эдвард Уилсон заявил, что «социология и другие общественные науки, равно как и гуманитарные науки, — это последние разделы биологии, ожидающие включения в „современный синтез“». В 1998 году, в книге «Consilience» он призвал к подчинению общественных и гуманитарных наук биологическим и физическим наукам. Привлекательность биологического детерминизма заключается в том, что он предлагает правдоподобные научные объяснения различных социальных противоречий.
К негативным современным проявлениям биологизаторства относят:
- нейросексизм (обоснование неравенства мужчин и женщин биологическими факторами);
- игнорирование влияния среды и культуры на агрессивность (она объясняется лишь биологическими, прежде всего генетическими, факторами);
- объяснение сексуальных и романтических отношений только через эволюционно обусловленные предпочтения.

Эволюционный нейробиолог Николай Кукушкин высказался так:

Обычно, когда люди думают, что они объяснили, почему мозг что-то делает, они на самом деле просто описали то же самое с использованием научных слов. Вот вы думали, что вам мороженое нравится — а на самом деле это у вас дофамин выделился. Вот вы думали, что у вас хорошо развито планирование, а на самом деле это у вас активная дорсолатеральная префронтальная кора. Разумеется, такие объяснения ничего не объясняют, просто меняют систему координат. Чтобы именно «объяснить», почему мороженое нравится, нужно привлекать как всю эволюционную траекторию, приводящую к любви к сладкому, так и весь жизненный опыт взаимодействия с мороженым. Без такого холистического подхода об «объяснениях поведения» речи быть не может…
…Может ли социальное неравенство объясняться биологическими причинами? Наверное, может. Снимает ли это с нас ответственность? Конечно нет. Наша культура позволяет нам воображать будущее, строить общество по своему замыслу, менять свое поведение. Эти способности — такая же часть нашей «прошивки», как страх смерти или половое влечение. Если угодно, у нас есть инстинкт сознательности.